# Chernin Entertainment
La Chernin Entertainment è una casa di produzione cinematografica statunitense fondata nel 2009 da Peter Chernin.

## Storia
Nel marzo 2011, Jenno Topping, dopo aver lasciato la Maguire Entertainment, venne assunta da Chernin in qualità vice presidente esecutivo della divisione film, e dal febbraio 2013 riveste il ruolo di presidente, sostituendo Dylan Clark. David Ready è stato assunto come Senior Vice President per aiutare la Topping. Nel giugno 2015, il presidente della divisione TV, Katherine Pope, ha lasciato la casa di produzione, venendo sostituita da Topping come presidente della divisione cinema e televisione. Nell'agosto 2015 Dante Di Loreto è stato assunto in qualità di presidente della televisione, mentre Kristen Campo è entrata a far parte dell'azienda nel 2016 per dirigere la televisione dopo l'abbandono di Di Loreto.
La società ha firmato un contratto con la 20th Century Fox e 20th Century Fox Television, rinnovato nel novembre 2014 per la produzione di soli film. Nel giugno 2015, Chernin ha firmato un contratto di due anni di produzione televisiva con la NBCUniversal, durante i quali Chernin avrebbe prodotto film e serie tv per la NBC attraverso la Universal Television.

## Filmografia

### Cinema
- L'alba del pianeta delle scimmie (Rise of the Planet of the Apes), regia di Rupert Wyatt (2011)
- Parental Guidance, regia di Andy Fickman (2012)
- Oblivion, regia di Joseph Kosinski (2013)
- Corpi da reato (The Heat), regia di Paul Feig (2013)
- Apes Revolution - Il pianeta delle scimmie (Dawn of the Planet of the Apes), regia di Matt Reeves (2014)
- Chi è senza colpa (The Drop), regia di Michaël R. Roskam (2014)
- St. Vincent, regia di Theodore Melfi (2014)
- Exodus - Dei e re (Exodus: Gods and Kings), regia di Ridley Scott (2014)
- Spy, regia di Paul Fleig (2015)
- Mike & Dave - Un matrimonio da sballo (Mike and Dave Need Wedding Dates), regia di Jake Szymanski (2016)
- Miss Peregrine - La casa dei ragazzi speciali (Miss Peregrine's Home for Peculiar Children), regia di Tim Burton (2016)
- Il diritto di contare (Hidden Figures), regia di Theodore Melfi (2016)
- Fottute! (Snatched), regia di Jonathan Levine (2017)
- The War - Il pianeta delle scimmie (War for the Planet of the Apes), regia di Matt Reeves (2017)
- Il domani tra di noi (The Mountain Between Us), regia di Hany Abu-Assad (2017)
- The Greatest Showman, regia di Michael Gracey (2017)
- Red Sparrow, regia di Francis Lawrence (2018)
- Tolkien, regia di Dome Karukoski (2019)
- Le Mans '66 - La grande sfida (Ford v. Ferrari), regia di James Mangold (2019)
- Spie sotto copertura (Spies in Disguise), regia di Nick Bruno e Troy Quane (2019)
- Underwater, regia di William Eubank (2020)
- Fear Street, regia di Leigh Janiak (2021)

### Televisione
- New Girl, serie TV (2011–2018)
- Touch, serie TV (2012–2013)
- Terra Nova, serie TV (2011 – in corso)
- I signori della fuga, serie TV (2011 – in corso)
- Ben and Kate, serie TV (2012–2013)